# Дом с часами (Самара)
Дом с часами (также известен как дом Кожевникова) — деревянное одноэтажное здание в Самаре, примечательное деревянной резьбой и небольшими часами на фасаде. Построено во второй половине XIX века. 

## История
Согласно городской легенде, у первого владельца здания, купца Андрея Кожевникова, скончалась от чахотки дочь, и в её память он заколотил в здании одно их окон и установил на фасаде вырезанные из дерева часы, показывающие дату её смерти.
В декабре 2017 года самарский краевед Игорь Махтев «отредактировал» эту легенду, основываясь на найденных архивных документах. Они подтверждают, что самарский купец 2-й гильдии Андрей Фролович Кожевников действительно потерял двух близких родственниц — внучек Александру и Анну в июле 1880 года. Старшая из них, 12-летняя Александра, погибла при загадочных обстоятельствах. В метрической книге Петропавловской церкви зафиксировано: «убита нечаянно половой доской при постройке дома». Однако до конца неясно, произошло ли это в том самом доме, так как у купца Кожевникова было несколько домов. На сегодняшний день сохранился только тот, что находится на улице Коммунистической.
До расселения в 2020 году здание использовалось в качестве жилого дома, однако к тому моменту его признали аварийным и подлежащим сносу: до 2012 года дом находился в реестре объектов культурного наследия, однако позже утратил этот статус. С 2020 по 2022 год его защищали активные жители города, архитекторы и защитники исторического наследия.
В начале 2022 года самарский фестиваль восстановления исторической среды «Том Сойер Фест» взял на себя ответственность за его восстановление. Структкрно к тому моменту дом фактически падал: он пережил падение дерева, многолетние протечки, а также кустарную канализацию и стройку по соседству, приведшие к смещению грунта. Но при этом отмечалась относительно высокая сохранность деталей интерьера: в доме сохранилась оригинальная планировка, исторические изразцовые печи, двери, оконные переплёты и лепнина на потолках. 
В конце 2022 года для защиты здания его вновь включили в перечень выявленных объектов культурного наследия. 
В 2022 году активисты «Том Сойер Фест» провели противоаварийные работы на чердаке здания, установив подпорки под сгнившими перекрытиями и стараясь максимально облегчить нагрузку, удаляя кубометры сгнившей засыпки между обшивкой и брёвнами.
В 2024 году начался разбор деревянной части здания; в части источников он изначально преподносился как снос, что пришлось опровергать занимающейся зданием группе активистов.